# Rio Bonito (Nova Friburgo)
Rio Bonito é um dos mais aprazíveis povoados da zona rural de Nova Friburgo.
Localiza-se numa região de grande interesse ecológico cercado pela Mata Atlântica. Está situado na APA de Macaé de Cima, próximo a Lumiar, Toca da Onça e Galdinópolis, sendo, portanto, um refúgio da vida silvestre. O nome do local deve-se ao próprio rio Bonito, afluente do rio Macaé que se junta ao rio principal numa localidade à jusante conhecida como Encontro dos Rios.
A Secretaria Municipal de Agricultura e a Associação de Produtores de Rio Bonito realiza a Festa do Inhame, anualmente, no bairro.